# Édouard Farnèse (cardinal)
Pour les articles homonymes, voir Cardinal Farnèse et Édouard Farnèse.
Pour les autres membres de la famille, voir Maison Farnèse.
Édouard Farnèse (Rome, 7 décembre 1573 - Parme, 21 février 1626) est un ecclésiastique italien. 

## Biographie

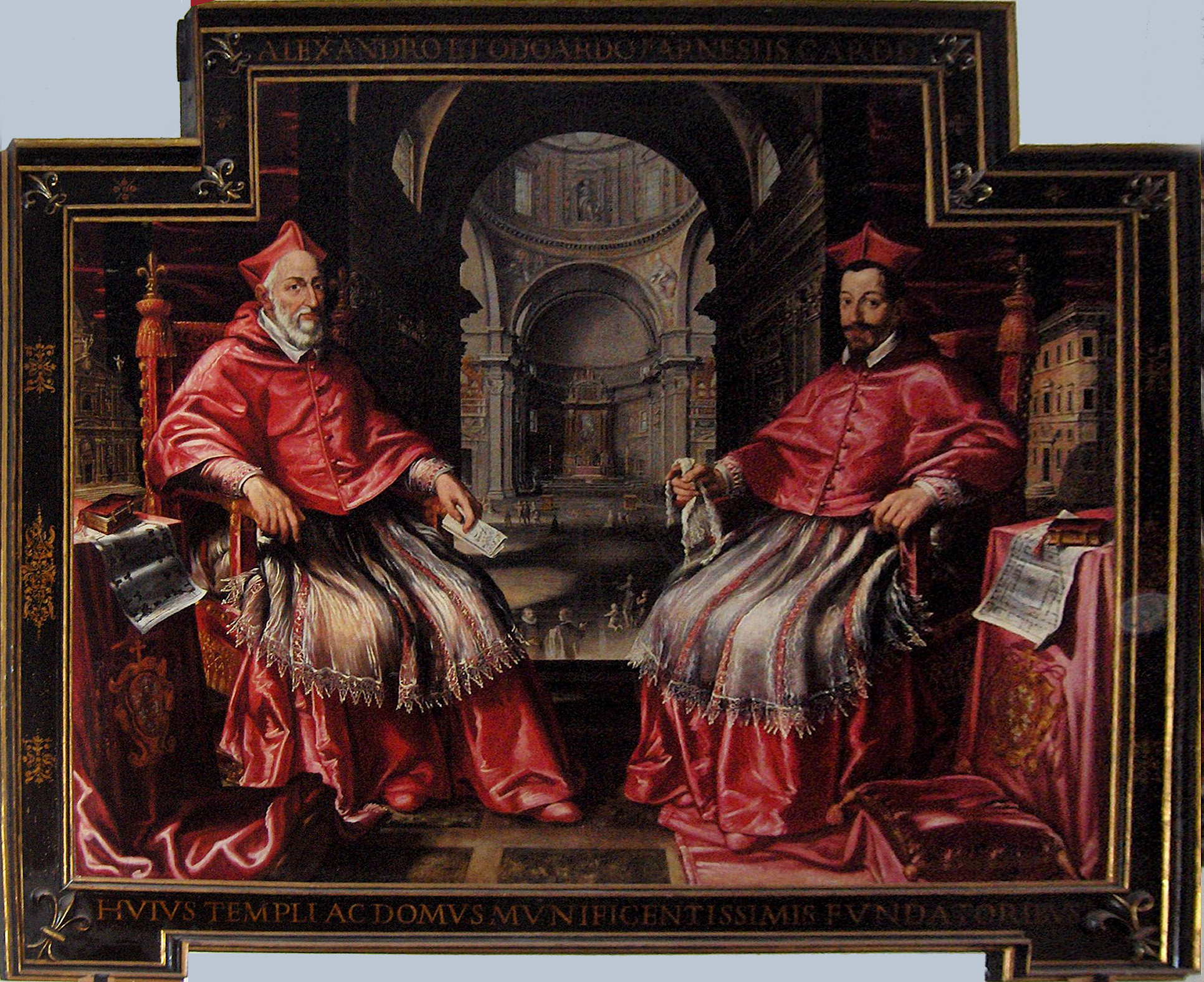
Les cardinaux Alexandre et Edouard Farnèse.

Fils d’Alexandre Farnèse, troisième duc de Parme, et de Marie de Portugal, Édouard Farnèse (Odoardo en italien) est le descendant direct du pape Paul III et le neveu du cardinal Alexandre Farnèse le jeune.
Destiné, dès son plus jeune âge à la carrière ecclésiastique, son oncle s’occupe directement de son éducation. À l’âge de 16 ans en 1589, il est déjà abbé commendataire de Grottaferrata. Deux ans après, le 6 mars 1591, il est créé cardinal-diacre par le pape Grégoire XIV, mais ne reçoit la barrette rouge et le titre de Sant' Adriano seulement le 20 novembre 1591.
Le 11 janvier 1621, en qualité de proto-diacre, il opte pour l’ordre des cardinaux-prêtres sans recevoir aucun titre. Le 3 mars suivant, il opte pour l’ordre des cardinaux-évêques et pour la sede suburbicaria de Sabina.
Il est consacré évêque le 2 juillet dans l’église du Gesù de Rome par le cardinal Roberto Bellarmino, assisté par Diofebo Farnèse, patriarche latin titulaire de Jérusalem et de Galeazzo Sanvitale, archevêque de Bari. 
Le 27 septembre 1623, il opte pour la sede suburbicaria de Frascati. Au cours de cette période où il est titulaire de ce siège et s’active pour donner du prestige à la cathédrale Saint-Pierre, il porte le nombre des clercs de 4 à 10, choisissant parmi les plus intelligents et honnêtes et il la dote des reliques de saint Philippe Néri. En 1622, il est régent du duché de Parme jusqu’à sa mort le 21 février 1626. Son cercueil est emmené à Rome et son sarcophage repose dans l'église du Gesù.
Pour construire la résidence jésuite attenant à l'église, le cardinal dépense 10 000 écus. les plans sont de Girolamo Rainaldi. Cette maison professe des jésuites englobe les chambres plus anciennes (appelées camerette) où saint Ignace de Loyola passa les dernières années de sa vie.
Sur sa tombe, l’épitaphe suivante :

« ODOARDO. S.R.E. CARDINALI. FARNESIO. EPISCOPO. TUSCULANO. ALEXANDRI. PARMAE. ET PLACENTIAE. DUCIS. ET. PRINCIPIS. MARIAE. LUSITANAE FILIO. »

## Les charges occupées
- Abbé commendataire de Grottaferrata à partir de mars 1589 ;
- Cardinal diacre du 6 mars 1591 au 10 janvier 1621 ;
- Électeur au conclave de 1591 ;
- Titulaire de Sant' Adriano du 20 novembre 1591 au 11 juin 1595 ;
- Électeur au conclave de 1592 ;
- Titulaire de Sant' Eustachio du 12 juin 1595 au 12 novembre 1617 ;
- Gouverneur de Vetralla en 1600 ;
- Légat apostolique à Viterbe à partir du 25 septembre 1600 ;
- Électeur des conclaves de 1605 ;
- Titulaire de Santa Maria in Via Lata du 13 novembre 1617 au 2 mars 1621 ;
- Cardinal proto-diacre le 11 janvier 1621 ;
- Cardinal prêtre du 11 janvier 1621 au 2 mars 1621 ;
- Cardinal évêque titulaire de la sede suburbicaria de Sabina du 3 mars 1621 au 26 septembre 1623 ;
- Cardinal protecteur du Portugal ;
- Régent du duché de Parme du 5 mars 1622 à sa mort ;
- Titulaire de la Sede suburbicaria de Frascati du 27 septembre 1623 à sa mort.